# Лі Шимінь
Лі Шимінь (кит.: 李世民; піньїнь: Li Shimin), храмове ім'я Тай-цзун (кит.: 太宗) (23 січня 599 — 10 липня 649) — наймогутніший китайський імператор (від 627) династії Тан (кит.: 唐). Посмертне ім'я  — Вень У-Хуанді (кит.: 文武 皇帝).

## Походження
Лі Шимінь походив з давньої китайської військової аристократичної сім'ї, яка впродовж 200 років володіла землями на півночі при тобаській династії Вей, тому значною мірою змішалася з табгацьким населенням.
Батько Лі Шиміня, Лі Юань, був намісником у Тайюані і найталановитішим воєначальником кавалерії імператора Ян Гуана з династії Суй. Абсурдна антинародна політика останнього викликала проти нього ряд селянських повстань, проте Лі Юань на перших порах був лояльний до Ян Ді. Тим не менш, Лі Шимінь незабаром переконав батька, який на той час відбивав натиск східних тюркютів під керівництвом Шибір-хана, в необхідності примирення з Шибір-ханом і спільної з ним боротьби в ході громадянської війни проти імператора-деспота. Коли 617 року Лі Юань був коронований в Чанані під ім'ям Гаоцзун, Лі Шимінь став другою особою в державі, а оскільки його батько, будучи вмілим генералом, не відрізнявся успіхом в політиці, часто сам вирішував політичні питання.

## Переворот
Прогресивні реформи Лі Шиміня викликали невдоволення колишніх поплічників режиму Ян Ді, а також частини конфуціанських чиновників, які займали керівні посади в суспільстві. В результаті, при дворі запанували консерватори, які спонукали Лі Юаня в травні 626 видати указ про обмеження буддизму та даосизму, спрямований, в першу чергу, проти Лі Шиміня. Брати Лі Шиміня (Лі Цзяньчен і Лі Юаньцзя), що очолили придворну кліку, викликали його до палацу, маючи намір розправитися з ним. Коли Лі Шимінь прибув до батька 2 липня 626, Лі Цзяньчен здійснив замах на свого брата, однак він провалився, і Лі Шимінь вразив його стрілою у відповідь. Лі Юань негайно ж скасував свій указ і призначив Лі Шиміня спадкоємцем престолу. 4 вересня 626 Лі Шимінь остаточно усунув від влади свого батька і був коронований, прийнявши храмове ім'я Тай-цзун.

## Внутрішня політика
Умови, в яких Тай-цзун прийшов до влади, були катастрофічними: за роки правління династії Суй населення Китаю скоротилося на 2/3.
Однак Лі Шимінь був першим правителем в практиці китайської історії, який крім підтримки великих землевласників (в даному випадку  — табгацьких), виступив на захист селян, ремісників, торговців, інтелектуалів, які не отримали доступ до конфуціанської правлячої верхівки, а також дрібним і середнім феодалам. До своїх перетворень він залучив також значну частину тюрків, що служили як кіннота в китайській армії.
При Тай-цзуні завершується складання феодальної централізованої держави. Цьому сприяли реорганізація державного апарату, введення обов'язкових державних іспитів для відбору на чиновницькі посади, зміцнення армії, складання (з 631) кодексу законів.
Правління Тай-цзуна пов'язано з першою в історії Китаю спробою створення синтетичної культури, що об'єднує китайську цивілізацію зі степовими кочівниками. Мільйонне населення сходу Великого степу стало головною соціальною базою для перетворень Лі Шиміна, який вважав себе однаково як імператором китайців, так і каганом степовиків. Найближче коло радників Тай-цзуна становили китайські (даоські і конфуціанські) мудреці, в тому числі Вей Чжен, Фан Сюаньлін та Ван Гуй, а також степовики, відібрані за критерієм особистої відданості (серед них однорукий уйгурський воєначальник Кібі Хелі і тюркютський царевич з роду Ашина Шені). Політика Тай-цзуна, що зберігала національну ідентичність народів степу, породила в Китаї інтерес до всього тюркського; був виданий китайсько-тюркський словник, навіть в столиці імперії Чанані з'явилися юрти за зразком степових. Пізніше націоналістична партія в правлячих колах країни розглядатиме династію Тан часів Тай-цзуна як «табгацьких».

## Експансія
|  |  |  |  |

Тай-цзун вів завойовницькі війни з Когурьо, державами на північний захід від танских володінь. При ньому володіння Китаю розширилися так далеко на захід, як ніколи до цього. Стабілізувавши внутрішню ситуацію в Китаї, Тай-цзун інспірував повстання уйгурів та інших нетюркських народів Великого степу проти Східно-тюркського каганату, після чого сам напав на його володіння з шістьма китайськими арміями в 628 —630 роках. До 635 до володінь Тай-цзуна був приєднаний Тогон, а незабаром переважно тюркські за своїм етнічним складом війська, що знаходилися під командуванням китайських воєначальників, взяли Гаочан, в результаті чого Китай отримав контроль над усім східним відрізком Великого шовкового шляху. Продовжуючи рух на захід, війська Тай-цзуна зайняли понад 70 міст Середньої і Центральної Азії, від Кашгару до Бухари. В результаті танських завоювань Китай отримав контроль не тільки над Східним Туркестаном, а й над значною частиною сучасних Киргизстану та Узбекистану. Мао Цзедун, висуваючи до СРСР претензії з приводу Середньої Азії, посилався на історичну традицію з часів Тай-цзуна.
Невдалими виявилися тільки військові дії імператора проти північнокорейської держави Когурьо: в 645 Танські армії втратили ініціативу, зупинившись біля фортеці Ансінсон, героїчні захисники якої стримували агресорів протягом 60 днів. Облога Ансінсона, що тривала до зими послабила китайську армію, яка втратила 80 % обозної тягової сили при відступі. Тим не менш, сили Когурьо були підірвані, і в 668 це держава припинила своє існування.
Свідченням радикального повороту до відкритості у зовнішній політиці Китаю стали мандри буддійського монаха Сюаньцзана по Бактрії, Джунгарії та Індії (629—645). Нарешті, Сюань-цзан після 16 років мандрів повернувся з 700 різними реліквіями в Чан'ань на колісниці, запряженій 20 кіньми, і виклав свої враження в «Записках про країни Заходу» («Си юй цзи»).
На початку 648 року, досягнувши значних результатів у зовнішній і внутрішній політиці, наблизившись до п'ятдесятирічного рубежу імператор Тай-цзун визнав за необхідне викласти свої погляди на головні завдання правителя Піднебесної. Зараховуючи себе до правителів-засновників, і мріючи про те, щоб династія Тан не йшла до занепаду по шляху попередниць, Тай-цзун вирішив підказати майбутньому імператору Гаоцзуну як найкращим чином керувати країною і підданими. Для цієї мети він створив політичний заповіт «Ді Фань», написаний у вигляді правил, практичного керівництва для наступників на троні. Вручаючи «Ді Фань» спадкоємцю він сказав: «Тут сказано про те, як вдосконалювати себе і керувати державою». Твір складався зі вступу, висновків і дванадцять розділів (пянь), об'єднаних у чотири цзюані.

## Смерть і поховання
Лі Шимінь помер 10 липня 649. Його гробниця в Чан'ані, прикрашена високохудожніми горельєфами, вважається одним з найкращих зразків архітектури епохи Тан. Син і спадкоємець Тай-цзуна, Лі Чжи (тронне ім'я Гао-цзун), хоч і не мав батькових здібностей, але впевнено продовжив його успішну політику.

## Девіз правління
- Чженьґуан (貞觀) 626—649